# Wheaton (Minnesota)
Wheaton es una ciudad ubicada en el condado de Traverse en el estado estadounidense de Minnesota. En el Censo de 2010 tenía una población de 1424 habitantes y una densidad poblacional de 306,13 personas por km².

## Geografía
Wheaton se encuentra ubicada en las coordenadas 45°48′21″N 96°29′53″O / 45.80583, -96.49806. Según la Oficina del Censo de los Estados Unidos, Wheaton tiene una superficie total de 4.65 km², de la cual 4.65 km² corresponden a tierra firme y (0%) 0 km² es agua.

## Demografía
Según el censo de 2010, había 1424 personas residiendo en Wheaton. La densidad de población era de 306,13 hab./km². De los 1424 habitantes, Wheaton estaba compuesto por el 97.4% blancos, el 0.56% eran afroamericanos, el 0.7% eran amerindios, el 0.07% eran asiáticos, el 0.07% eran isleños del Pacífico, el 0.21% eran de otras razas y el 0.98% pertenecían a dos o más razas. Del total de la población el 1.54% eran hispanos o latinos de cualquier raza.